# 南极蠓
南极蠓（学名：Belgica antarctica）是南极独有的一种昆虫，其体长约2至6毫米，是南极洲体型最大纯陆栖生物，其生命周期为2年。其种加词“antarctica”意为“南极洲的”。
19世纪末，比利时南极科考在南極半島的热尔拉什海峡附近首次发现了这种摇蚊。此后，研究者对该物种的采样范围逐渐向南延伸，其分布范围也一路南扩，超过了南纬69°，目前，南极圈里只发现了这一种原生的昆虫。
南极蠓能生存于南极，是因为其体内的血淋巴主要成分为赤藓糖醇、葡萄糖和海藻糖，这降低了其体内冰点，且其可自适应环境让自己能在极寒环境下进入脱水状态，这进一步降低了体内冰点，加上其大部分时间生存于冰雪下土壤的保温环境中，使其耐旱能力较强。2025年的一份研究报告显示，该昆虫具有主动滯育与被动冬眠两种休眠状态，这进一步有利于其生存。